# Winifred (Montana)
Winifred é uma vila  localizada no estado americano de Montana, no Condado de Fergus.

## Demografia
Segundo o censo americano de 2000, a sua população era de 156 habitantes.
Em 2006, foi estimada uma população de 150, um decréscimo de 6 (-3.8%).
Em 2010, Winifred tinha 208 habitantes, de acordo com o censo levado a cabo nesse ano.

## Geografia
De acordo com o United States Census Bureau tem uma área de
1,3 km², dos quais 1,3 km² cobertos por terra e 0,0 km² cobertos por água.

## Localidades na vizinhança
O diagrama seguinte representa as localidades num raio de 68 km ao redor de Winifred.